# Françoise Fabian
Françoise Fabian, pseudoniem van Michelle Cortès, (Algiers, 10 mei 1933) is een Franse  actrice.

## Leven en werk

### Kindertijd en adolescentie
Françoise Fabian werd geboren in Algiers als dochter van een Frans-Spaanse vader en van een Russisch-Poolse moeder. Aan het muziekconservatorium van haar geboortestad bekwaamde ze zich in pianospel en harmonieleer. Nadat ze het eindexamen van haar middelbare studies had behaald trok ze in het begin van de jaren vijftig naar Parijs. Ze ging er toneellessen volgen aan het gereputeerde CNSAD (Conservatoire national supérieur d'art dramatique). In 1954 maakte ze haar debuut op de bühne.

### Debuut in de filmwereld
Dankzij haar mooie en fiere aristocratische verschijning en haar opvallend donkerbruine haardos kreeg ze algauw rollen in de filmwereld. Ze maakte in 1956 haar debuut in de filmwereld en verscheen dat jaar in zes films. Twee politiefilms met veelzeggende titels als Mémoires d'un flic en Le Feu aux poudres, twee komische films met al even welsprekende titels als Cette sacrée gamine waarin ze de rechtstreekse liefdesrivale van Bardot was en Le Couturier de ces dames, een Fernandel-vehikel waarin ze mannequin speelde en ten slotte ook nog twee literatuurverfilmingen. In die laatste twee, de komische avonturenfilm Les Aventures de Till l'Espiègle (naar het door Gérard Philipe verfilmde werk van Charles De Coster) en de avonturenfilm Michel Strogoff (naar de gelijknamige roman van Jules Verne), vertolkte ze al opgemerkte bijrollen. Amper een jaar later speelde ze haar eerste hoofdrol, in de politiefilm L'Aventurière des Champs-Élysées (1957). Ze bleef in films meespelen, vooral in drama's. De enige echt vermeldenswaardige film uit die tijd was de misdaadfilm Maigret voit rouge (1963) waarin ze als barmeisje de mooie minnares was van een Amerikaanse gangster.

### Doorbraak
Pas in de tweede helft van de jaren zestig brak Fabian echt door. Toen pas werd ze opgemerkt door belangrijke regisseurs die haar subtielere en complexere rollen aanboden. Louis Malle gaf haar een rol naast Jean-Paul Belmondo in de komische actiefilm Le Voleur (1967). In Luis Buñuels erotische komedie Belle de Jour (1967) werkte ze, net als Catherine Deneuve, in een chic bordeel. Éric Rohmer liet haar de titelrol van de jonge vrijgevochten gescheiden vrouw vertolken tegenover Jean-Louis Trintignant in de tragikomische praatfilm Ma nuit chez Maud (1969).

### Jaren zeventig, haar topperiode
De jaren zeventig werden haar topperiode. De toon werd gezet door de misdaadfilm Un condé (1970), een vroege politiefilm van de geëngageerde Yves Boisset en door het historisch drama Raphaël ou le débauché (1971) waarin regisseur Michel Deville haar de rol van een jonge romantische en deugdzame weduwe gaf die werd verteerd door haar passie voor de meedogenloze en losbandige Maurice Ronet. In 1973 werden zij en Lino Ventura verliefd op elkaar als de chique antiekhandelaarster en de onbehouwen inbreker in de romantische kraakfilm La Bonne Année (Claude Lelouch). In de jaren zestig was ze al werkzaam geweest in Italië, onder meer in de spaghettiwestern Gli specialisti (1969). Ook in de jaren zeventig speelde een gedeelte van haar carrière zich af in Italië. Fabian speelde er in Perché si uccide un magistrato (1974), een politiek drama van de meester van de Italiaanse sociaal-kritische film Damiano Damiani, en in het drama Per le antiche scale (1975) van Mauro Bolognini, waarin zij als net in een zorginstelling aangeworven dokter de theorieën van de gerenommeerde psychiater (gespeeld door Marcello Mastroianni) aanvecht. In de pittige tragikomedie Madame Claude (1977) zette ze een waardige titelrol neer als de uitbaatster van een net van luxebordelen dat floreerde in de jaren zestig-zeventig. Datzelfde jaar verleende ze haar medewerking aan Françoise Sagan voor Les Fougères bleues, de enige film die de romanschrijfster heeft gemaakt.

### Jaren tachtig
Fabian zette de jaren tachtig krachtig in dankzij Deux heures moins le quart avant Jésus-Christ, een succesrijke historische komedie die regisseur Jean Yanne's carrière opnieuw lanceerde. In het romantisch drama Benvenuta (1983), een auteursfilm van André Delvaux, vertolkte ze met verve een Gentse romanschrijfster, personage geïnspireerd door Suzanne Lilar wier werk aan de basis lag van de film. In 1985 deed Lelouch opnieuw een beroep op haar, nu voor Partir, revenir. In de musicalfilm Trois places pour le 26 (1988), de laatste film van Jacques Demy, verscheen ze als de jeugdliefde van music-hall-artiest Yves Montand. Ze sloot in 1989 het decennium af met het met de Tweede Wereldoorlog gelieerde drama Reunion, de verfilming van een scenario van Harold Pinter.

### Eind jaren negentig en jaren 2000
Vanaf het einde van de jaren negentig begon ze zich te specialiseren in moederrollen. In het drama La Lettre (1999) (een moderne versie van La Princesse de Clèves van Madame de La Fayette) was ze de strenge moeder van Chiara Mastroianni en in in de succesrijke komedie La Bûche (1999) de moeder van drie volwassen dochters Emmanuelle Béart, Charlotte Gainsbourg en Sabine Azéma. Fabian zette dit soort portretteringen voort in de komische zedenschets LOL (2008) als moeder van Sophie Marceau en in het gijzelingsdrama Rapt (2009) als moeder van de gegijzelde industrieel. Ze vertolkte twee keer de moeder van een personage vertolkt door Patrick Bruel: in het drama Comme les cinq doigts de la main (2010), waarin Bruel de oudste van haar vijf zonen is, en in de komedie Le Prénom, een van de grote kassuccessen van 2012.
In de met vijf Césars gelauwerde hilarische komedie Les Garçons et Guillaume, à table ! (2013) vertolkte ze met verve de grootmoeder van het hoofdpersonage Guillaume.

### Televisie en toneel
Parallel met haar filmactiviteiten had ze ook een goedgevulde televisie- en toneelcarrière. Fabian was in heel wat televisieseries te zien, waarvan Les Dames de la côte (1979) een goed voorbeeld is. Televisiefilms draaide ze onder regie van onder meer Edouard Molinaro en van haar echtgenoot Marcel Bozzuffi. Op de planken vertolkte ze meermaals werk van Molière, Racine, Cocteau, Feydeau en Colette.

### Privéleven
In 1957 trouwde ze met filmregisseur Jacques Becker. Ze bleef bij hem tot aan zijn overlijden in 1960. In 1963 hertrouwde ze met Marcel Bozzuffi met wie ze zou samenblijven tot aan zijn overlijden in 1988.

## Filmografie (selectie)
- 1956 - Les Mémoires d'un flic (Pierre Foucaud)
- 1956 - Le Feu aux poudres (Henri Decoin)
- 1956 - Cette sacrée gamine (Michel Boisrond)
- 1956 - Le Couturier de ces dames (Jean Boyer)
- 1956 - Michel Strogoff (Carmine Gallone)
- 1956 - Les Aventures de Till l'Espiègle (Gérard Philipe en Joris Ivens)
- 1957 - L'Aventurière des Champs-Élysées (Roger Blanc)
- 1957 - Les Fanatiques (Alex Joffé)
- 1958 - Chaque jour a son secret (Claude Boissol)
- 1960 - La Brune que voilà (Robert Lamoureux en Maurice Regamey)
- 1963 - Maigret voit rouge (Gilles Grangier)
- 1965 - Il magnifico avventuriero (Riccardo Freda)
- 1967 - Le Voleur (Louis Malle)
- 1967 - Belle de Jour (Luis Buñuel)
- 1969 - L'Américain (Marcel Bozzuffi)
- 1969 - Gli specialisti (Sergio Corbucci
- 1969 - Ma nuit chez Maud (Éric Rohmer)
- 1970 - Êtes-vous fiancée à un marin grec ou à un pilote de ligne ? (Jean Aurel)
- 1970 - Un condé (Yves Boisset)
- 1970 - Out 1, noli me tangere (Jacques Rivette)
- 1971 - Raphaël ou le Débauché (Michel Deville)
- 1971 - Out 1 - Spectre (Jacques Rivette) (kortere versie van 4 uur 20 minuten van Out 1, noli me tangere)
- 1972 - Torino nera (Carlo Lizzani)
- 1972 - Au rendez-vous de la mort joyeuse (Juan Luis Buñuel)
- 1973 - Les Voraces (Sergio Gobbi)
- 1973 - Projection privée (François Leterrier)
- 1973 - Salut l'artiste (Yves Robert)
- 1973 - La Bonne Année (Claude Lelouch)
- 1974 - Perché si uccide un magistrato (Damiano Damiani)
- 1975 - Per le antiche scale (Mauro Bolognini)
- 1977 - Natale in casa d'appuntamento (Armando Nannuzzi)
- 1977 - Madame Claude (Just Jaeckin)
- 1977 - Les Fougères bleues (Françoise Sagan)
- 1982 - Deux heures moins le quart avant Jésus-Christ (Jean Yanne)
- 1983 - L'Ami de Vincent (Pierre Granier-Deferre)
- 1983 - Benvenuta (André Delvaux)
- 1985 - Partir, revenir (Claude Lelouch)
- 1988 - Trois places pour le 26 (Jacques Demy)
- 1989 - Reunion (Jerry Schatzberg)
- 1990 - Plaisir d'amour (Nelly Kaplan)
- 1998 - Secret défense (Jacques Rivette)
- 1999 - La Lettre (A Carta) (Manoel de Oliveira)
- 1999 - La Bûche (Danièle Thompson)
- 2004 - 5x2 (François Ozon)
- 2008 - LOL (Laughing Out Loud)® (Lisa Azuelos)
- 2009 - Un homme et son chien (Francis Huster)
- 2009 - Rapt (Lucas Belvaux)
- 2010 - L'Arbre et la Forêt (Olivier Ducastel en Jacques Martineau)
- 2010 - Comme les cinq doigts de la main (Alexandre Arcady)
- 2011 - Je n'ai rien oublié (Bruno Chiche)
- 2012 - Le Prénom (Matthieu Delaporte en Alexandre de La Patellière)
- 2013 - Les Garçons et Guillaume, à table ! (Guillaume Gallienne)

## Prijzen en nominaties

### Prijzen
- 1973 - La Bonne Année - Concha de Plata voor beste actrice op het Internationaal filmfestival van San Sebastian
- 2005 - La Femme coquelicot - speciale ereprijs op het Festival de la fiction TV de La Rochelle

### Nominaties

#### César voor beste actrice in een bijrol
- 1989 - Trois places pour le 26
- 2014 - Les Garçons et Guillaume, à table !

#### Molière voor beste actrice in een bijrol
- 2014 - Tartuffe